# Angeli ribelli
Angeli ribelli (Song for a Raggy Boy) è un film di genere drammatico del 2003 diretto da Aisling Walsh: tratto dal romanzo parzialmente autobiografico Ballata per un giovane straccione di Patrick Galvin, è basato su fatti realmente accaduti.

## Trama
La storia è ambientata in Irlanda nella primavera del 1939, alla vigilia della seconda guerra mondiale, all'interno della scuola-riformatorio di St.Jude, gestita da preti cattolici e dominata con pugno di ferro dal sadico responsabile della disciplina Fratello John, fautore di metodi didattici più che mai severi e crudeli.
William Franklin, di ritorno dalla guerra civile spagnola dove s'è distinto in prima linea tra le file delle brigate internazionali, dopo aver perduto la moglie torna in patria dove diventa insegnante di poesia e letteratura inglese proprio al St.Jude. I suoi metodi di insegnamento gli fanno un poco alla volta guadagnare sempre più la fiducia dei ragazzi, ma sono visti con crescente sospetto dal resto dei docenti e dal cupo e gelido Fratello John.
Il nuovo educatore incomincia subito a distinguersi chiamando i giovani ivi rinchiusi non con la matricola che è stata loro assegnata appena entrati al riformatorio, ma col loro proprio nome di battesimo. Due dei ragazzi che si trovano a dover frequentare forzosamente l'istituto sono Patrick e Liam; il primo ha 13 anni ed essendo simpatico ed attraente riceve le attenzioni morbose del pederasta Fratello Mac, l'assistente di John, che arriva a molestarlo ed usargli violenza chiusi nei bagni della scuola.
Il ragazzo, che ha raccontato le proprie sofferenze in confessione ad un sacerdote di passaggio, si sente però rispondere di non dire nulla a nessuno e mantenere il segreto celato nel più profondo del suo cuore: la notizia che l'adolescente ha parlato giunge però a fratello Mac che punisce Patrick costringendolo a fare una doccia gelata in piena notte.
Liam è invece uno dei pochi reclusi a saper leggere e scrivere; il professor Franklin fa presto amicizia con lui riuscendo ad interessarlo ai testi poetici, alcuni dei quali scritti da simpatizzanti comunisti. Liam sfida apertamente l'autorità di John: durante la fustigazione di due fratelli suoi compagni di classe avvenuta nel cortile interno davanti a tutti, Liam corre a chiedere aiuto a Franklin che interviene e ferma la violenta punizione.
Fratello John, per vendicarsi, attira con l'inganno Liam fuori dalla classe e, nel refettorio vuoto inizia a picchiarlo con inaudita violenza utilizzando prima una cinghia di pelle e poi una frusta, fino a perdere completamente il controllo e farlo cadere esanime. Mac, che sta assistendo, viene preso dal terrore e corre ad avvisare Franklin: quando il professore giunge trafelato non vi è più nulla da fare, il ragazzo è già in agonia: presolo in braccio, lo porta fuori.
Livido di rabbia Franklin aggredisce John chiamandolo assassino. John e Mac vengono prelevati dalla scuola dalle autorità della Chiesa. Al funerale il professore afferma davanti a tutti i ragazzi che la morte di Liam è stato un vero e proprio omicidio e bacia la bara: dopo che John e Mac sono stati costretti a lasciare la scuola, anche Franklin decide di andarsene, sopraffatto dal senso di colpa di non esser riuscito ad impedire la tragedia. Viene però persuaso a restare quando Patrick recita una delle poesie da lui tanto amate.
Dopo l'uscita di scena di John tutti i ragazzi, col benestare di Padre Damian, l'anziano sacerdote responsabile, abbattono il muro di cemento che divideva il cortile in due voluto dal prete crudele e che rinchiudeva come in una gabbia gli adolescenti anche durante le ore di ricreazione.

### Altri ragazzi della scuola
- Bernard Manning ... Rodgers 855
- Robert Sheehan ... O'Reilly 58
- Caoimhin 'Tojo' Barra Doherty ... Murphy 388
- Samuel Luminoso ... Ryan 126
- Mark Butler ... Downey 913
- Michael McGee ... Lynch 76
- John Collins ... O Connor 252
- Michael Scott ... Flynn 144
- Robert White ... Galvin 544
- Michael Sloan ... Sean Peters 568

## Riconoscimenti
- Amiens International Film Festival 2003:  Audience Award, Golden Unicorn (Best Feature Film: Aisling Walsh)
- Cherbourg-Octeville Festival of Irish & British Film 2003: Audience Award (Aisling Walsh), Miglior Attore (John Travers)
- Copenaghen International Film Festival 2003: Golden Swan (Aisling Walsh)
- Emden International Film Festival 2004: Emden Film Award (Aisling Walsh)
- Flanders International Film Festival 2003: Special Jury Prize (Aisling Walsh)
- Irish Film and Television Awards 2004: Audience Award (Miglior Film Irlandese), IFTA Award (Miglior Cinematografia/Fotografia TV: Peter Robertson
- Ljubljana International Film Festival 2003: Audience Award (Aisling Walsh)
- Newport Beach Film Festival 2004: Premio della Giuria (Feature Film - Miglior Regista Drammatico: (Aisling Walsh)
- Salerno Shadowline Film Festival 2004: Vision in Transit Award (Aisling Walsh)
- Seattle International Film Festival 2003: Women in Cinema Lena Sharpe Award (Aisling Walsh)
- Woodstock Film Festival 2003: Haskell Wexler Award (Peter Robertson)